# Bò Vechoor
Bản mẫu:Thông tin động vật breed
Bò Vechur (Tiếng Malayalam: വെച്ചൂര്‍ പശു) là một giống bò hiếm có thuộc nhóm bò Bos indicus được đặt tên theo làng Vechoor ở huyện Kottayam thuộc bang Kerala, Ấn Độ. Với chiều dài trung bình 124 cm và chiều cao 87 cm, nó là giống bò có kích thước nhỏ nhất trên thế giới theo Sách kỷ lục Guinness, và được đánh giá là có số lượng sữa lớn hơn nó tạo ra tương ứng với lượng thức ăn nó đòi hỏi. Bò Vechur đã được cứu khỏi sự tuyệt chủng do những nỗ lực bảo tồn của Sosamma Iype, một giáo sư về chăn nuôi và di truyền học cùng với một nhóm học sinh của cô. Năm 1989, một đơn vị bảo tồn đã được bắt đầu. Một niềm tin bảo tồn được thành lập vào năm 1998 để tiếp tục công việc với sự tham gia của nông dân.
Bò Vechur đã được phổ biến ở Kerala cho đến những năm 1960, nhưng trở nên hiếm có khi bò bản địa được lai tạo với các giống kỳ lạ. Vào năm 2000, bò Vechur được liệt kê trong Danh sách các loài động vật trong nhà của FAO, trong danh sách các giống bò duy trì quan trọng, chỉ ra sự tuyệt chủng sắp xảy ra khi các giống được đưa vào danh sách khi số lượng con cái và con đực mức độ rất thấp. Khoảng 200 con bò được cho là còn tồn tại, gần 100 con bò ở tại trường Cao đẳng Thú y.